# Xavier Léon-Dufour
Xavier Léon-Dufour (Parigi, 3 luglio 1912 – Pau, 13 novembre 2007) è stato un gesuita e teologo francese.

## Biografia
Fu professore di Scrittura sacra presso il "Centre Sèvres" e direttore di collane alle "Éditions du Seuil" e alle "Éditions du Cerf".
Era conosciuto soprattutto per il suo Dizionario di teologia biblica, pubblicato nel 1962, un lavoro che è rimasto negli anni un punto di riferimento per gli studenti di teologia.
Egli ha svolto un importante lavoro sui Vangeli sinottici e sul Vangelo di Giovanni. Ha preso parte alle controversie dottrinali che seguirono il Concilio Vaticano II.

## Opere
- L'Évangile et les évangiles, 1954
- Concordance des évangiles synoptiques, 1956
- Les Évangiles et l'Histoire de Jésus, 1963, trad. I vangeli e la storia di Gesù, Ed. Paoline, 1968
- Mariage et célibat, 1965
- Études d'Évangile, 1967, trad. Studi sul Vangelo, San Paolo Ed., 1974 ISBN 978-88-215-2245-1
- La Résurrection du Christ et l'exégèse moderne, 1969
- Vocabulaire de théologie biblique, 1970, trad. Dizionario di Teologia Biblica, Marietti, 1971 ISBN 978-88-211-7302-8
- Exégèse et Herméneutique, 1976
- Les Miracles de Jésus selon le Nouveau Testament, 1978, trad. I miracoli di Gesù secondo il Nuovo Testamento, Queriniana, 1980
- Face à la mort, Jésus et Paul, 1982, trad. Di fronte alla morte: Gesù e Paolo, ElleDiCi, 1982 ISBN 88-01-11640-3
- À cause de l'Évangile, 1985
- Résurrection de Jésus et Message pascal, 1985., trad. Risurrezione di Gesù e messaggio pasquale, San Paolo Ed., 1987 ISBN 978-88-215-1226-1
- Les Paraboles évangéliques, 1989
- Origine et postérité de l'Évangile de Jean, 1990
- Le Partage du pain eucharistique selon le Nouveau Testament, 1990, trad. Condividere il pane eucaristico secondo il Nuovo Testamento, LDC, 2005 ISBN 978-88-01-03150-8
- Dieu se laisse chercher, intervista con J.-M. de Montremy, 1995, trad. Dio si lascia cercare. Dialogo di un biblista con Jean-Maurice de Montremy, EDB, 2006 ISBN 978-88-10-22129-7
- L'Évangile exploré, 1996
- Dictionnaire du Nouveau Testament, 1996, trad. Dizionario del Nuovo Testamento, Queriniana, 1978 ISBN 978-88-399-0049-4
- 25 noms propres pour entrer dans la Bible, 1997
- 35 mots pour entrer dans la Bible, 1997
- Saint François Xavier, Itinéraire mystique de l'apôtre, 1997, trad. Francesco Saverio, Piemme, 1995 ISBN 88-384-2340-7
- Agir selon l'Évangile, 2002, trad. Agire secondo il vangelo, EDB, 2008 ISBN 978-88-10-40744-8
- Un bibliste cherche Dieu, 2003, trad. Un biblista cerca Dio, EDB, 2005 ISBN 978-88-10-22127-3
- Lecture de l'évangile selon Jean, 4 volumes, 1988-1996 trad. Lettura dell'evangelo secondo Giovanni, San Paolo Ed., 2007 ISBN 978-88-215-5749-1